# Тунтлам
Тунтлам — река в России, протекает в Ханты-Мансийском автономном округе. Устье реки находится в 299 км по правому берегу реки Северной Сосьвы. Длина реки — 31 км.

## Данные водного реестра
По данным государственного водного реестра России относится к Нижнеобскому бассейновому округу, водохозяйственный участок реки — Северная Сосьва, речной подбассейн реки — Северная Сосьва. Речной бассейн реки — (Нижняя) Обь от впадения Иртыша.
Код объекта в государственном водном реестре — 15020200112115300027636.